# Torre Alháquime
Torre Alháquime er en by og kommune i det sydlige Spanien i provinsen Cádiz. Den har et indbyggertal på 798 (2024) indbyggere.